# Peter Planyavsky

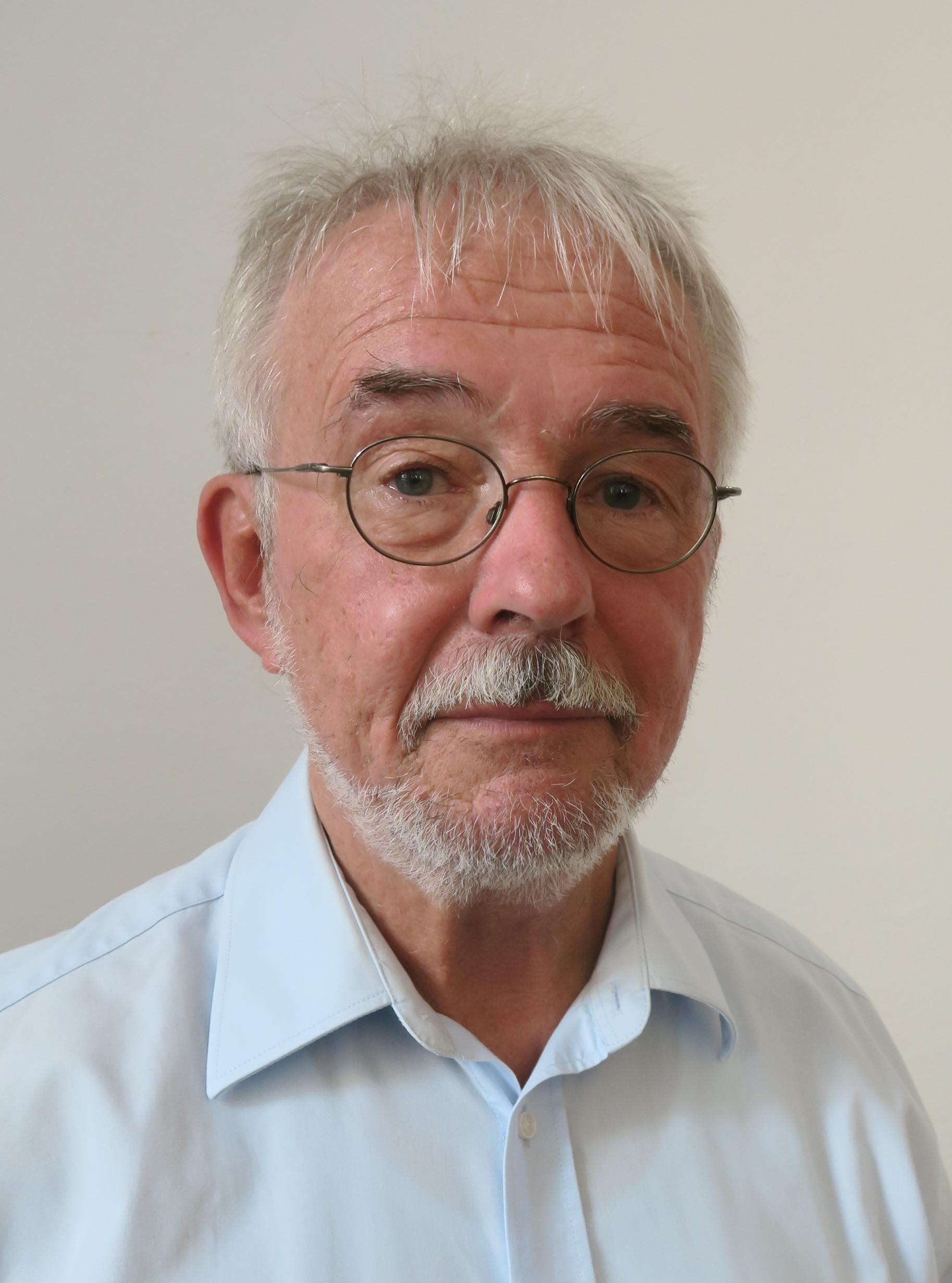
Peter Planyavsky beim Orgelsymposium in St. Ursula, Musikuniversität Wien, 20. Oktober 2018

Peter Felix Planyavsky (* 9. Mai 1947 in Wien) ist ein österreichischer Organist, Pädagoge und Komponist. Er ist der Sohn des Musikschriftstellers und Kontrabassisten der Wiener Philharmoniker Alfred Planyavsky (1924–2013).

## Leben
Bereits während seiner Zeit als Schüler am Wiener Schottengymnasium studierte Planyavsky an der Musikhochschule Wien Orgel, Komposition und Improvisation bei Anton Heiller, Klavier bei Hilde Seidlhofer und Dirigieren bei Hans Gillesberger. Er beendete sein Studium im Jahr 1966 mit Diplomen für Orgel und Kirchenmusik. Im Anschluss daran arbeitete er ein Jahr lang in einer Orgelbauwerkstatt (Intonation und Montage), 1968 war er Organist im oberösterreichischen Stift Schlägl.
Von 1969 bis 2004 war Planyavsky Domorganist am Wiener Stephansdom sowie in den Jahren von 1983 bis 1990 gesamtverantwortlicher Dommusikdirektor. 1980 wurde er als Professor für Orgel, Improvisation und Liturgisches Orgelspiel an die Wiener Musikhochschule berufen; diese Funktion übte er bis zum Jahr 2012 aus. Zudem war er von 1996 bis 2002 als Leiter der Abteilung Kirchenmusik tätig. Darüber hinaus widmet er sich immer wieder der kirchenmusikalischen Basisarbeit und schreibt Beiträge in Fachzeitschriften.
Konzertreisen und Meisterkurse führten Peter Planyavsky in viele Länder Europas, nach Japan, Australien, Südafrika, Hongkong, Korea, Kanada und in die USA. In seinen Meisterkursen konzentriert er sich auf Anton Heiller, Johannes Brahms, Felix Mendelssohn Bartholdy und Barockmusik, vor allem aber auf Improvisation und Liturgisches Orgelspiel. Außerdem ist Planyavsky häufig als Juror bei Wettbewerben tätig. Planyavsky nahm zahlreiche Schallplatten und CDs auf, etwa Einspielungen sämtlicher Orgelwerke von Johannes Brahms und Felix Mendelssohn Bartholdy. In Platteneinspielungen demonstrierte er seine Improvisationskunst.
Als Dirigent ist Planyavsky nicht nur mit den großen Werken der Kirchenmusik hervorgetreten, sondern widmet sich ebenso den Konzerten für Orgel und Orchester. So wurden unter seiner Leitung u. a. Konzerte von Alfredo Casella, Howard Hanson, Leo Sowerby, Ottorino Respighi, Aaron Copland und Jean Langlais aufgeführt. Peter Planyavsky komponiert Orgel-, Chor- und Orchestermusik. Eines seiner kompositorischen Spezialgebiete ist die Parodie; von den größeren Werken dieser Art ist Der zufriedengestellte Autobus, die Parodie einer Bachkantate, mehr als 40 mal aufgeführt worden.
Darüber hinaus wirkte und wirkt Planyavsky als Sachverständiger bei zahlreichen Orgelbauprojekten mit. Besonders zu erwähnen ist in diesem Zusammenhang der Bau der neuen Rieger-Orgel im Großen Saal des Wiener Musikvereins, an deren Planung Planyavsky gemeinsam mit Ludger Lohmann, Martin Haselböck, Gillian Weir und Olivier Latry beteiligt war.
Im Jahr 2017 schloss Peter Planyavsky ein wissenschaftliches Doktoratsstudium an der Universität für Musik und darstellende Kunst in Graz mit der Arbeit „Zu Kompositionstechnik und Ästhetik im Werk Anton Heillers“ ab.

## Auszeichnungen
- 1991: Staatlicher Förderungspreis für Musik (für seine Chorkompositionen)
- 2004: Orlando-di-Lasso-Medaille[4]
- 2005: Goldenes Verdienstzeichen des Landes Wien
- 2006: Würdigungspreis für Musik der Republik Österreich

## Werke (Auswahl)

### Kompositionen
- Kohelet – Kantate für Bariton, Sprecher, Chor, Orgel und Schlagzeug. Auftragswerk der Gesellschaft der Musikfreunde in Wien (2011)
- Psalm 19 – Melodie für Gotteslob Nr. 35 (2009)
- W. A. P. Mozart, Eine nicht gerade kleine Nachtmusik (2005)
- P. P. Bach, Cactus tragicus – Kantate für Sopran, Tenor, Bass, Chor und Orchester (LWV 19204, 2004)
- HerzLosZeitLos – Operelle, Libretto: Walter Titz (2004)
- Hochzeit in Kana – Kirchenoper (1998)
- Intermezzo für Orgel (1994)
- Keine Bearbeitungen (und zwar vier) – für Trompete und Orgelpositiv (1989/1990)
- Drei Miniaturen für Pedalblockflöte (1989)
- Der 269. Psalm – für Chor a cappella (1989)
- Die Schaffnerin aus Liebe, ein höchst bürgerliches Singspiel (1987)
- J. P. Haydn, Ankunftssymphonie (1987)
- Fantasia in memoriam A. H. (1986)
- W. A. P. Mozart, Vier Stücke für die Trompetenuhr (1985)
- Die vier Männer im Feuerofen – Eine biblische Ballade für Sopran und Orgel (1985)
- P. P. Bach, Der zufriedengestellte Autobus (1985)
- Perpetuum mobile (1978)
- Drei ernste Gespräche für Positiv und Cembalo (1978)
- Hanna und Eli – Eine biblische Ballade für Sopran und Orgel (1978)
- Danse triste (1975)
- Veni, Quaeso, Veni Sancte Spiritus (1974)
- Sonata II pro organo (1973)
- Missa Viennensis (1972)
- Toccata alla Rumba (1971)
- Sonata I pro organo (1968)
- Zwei geistliche Gesänge für Sopran und Orgel nach (lateinischen) Texten der Weihnachtsliturgie. Genui Te; Transeamus. Doblinger, Wien 1968
- Zwei Psalmen für Mezzosopran und Orgel (1964)

### Schriften
- Toccata und Flüge. Musikverlag Dr. J. Butz, Bonn, 2021,  ISBN 978-3-928412-30-8 (Verlags-Nr. BuB 30)
- Anton Heiller. Organist, Composer, Conductor. Boydell & Brewer, 2014, ISBN 978-1-580-46497-0. (englisch)
- Katholische Kirchenmusik. Praxis und liturgische Hintergründe. Tyrolia, Innsbruck 2010, ISBN 978-3-7022-3094-4.
- Anton Heiller. Alle Register eines Lebens. Edition VA bENE, Wien 2009.
- Gerettet vom Stephansdom. Edition VA bENE, Wien 2007, ISBN 3-851671-88-0.
- Moritz Reger und andere Schrägheiten. Musikverlag Dr. J. Butz, Sankt Augustin 2005, ISBN 3-928412-04-3.